# Rivière à Idas
Pour les articles homonymes, voir Idas.
La rivière à Idas est un affluent de la rive nord de la partie supérieure du Bras du Nord-Ouest, coulant entièrement dans la ville de Baie-Saint-Paul, dans la municipalité régionale de comté (MRC) de Charlevoix, dans la région administrative de la Capitale-Nationale, dans la province de Québec, au Canada.
Cette vallée est surtout desservie par une route forestière remontant la rive droite du cours d'eau, ainsi que par le chemin du rang de Saint-Placide Sud. La sylviculture constitue la principale activité économique de cette vallée ; les activités récréotouristiques, en second.
La surface de la rivière à Idas est généralement gelée du début de décembre jusqu'au début d'avril ; toutefois la circulation sécuritaire sur la glace se fait généralement de la mi-décembre jusqu'à la fin mars. Le niveau de l'eau de la rivière varie selon les saisons et les précipitations ; la crue printanière survient généralement en avril.

## Géographie
La rivière à Idas prend sa source à l'embouchure du Lac à Idas (longueur : 0,7 km ; altitude : 884 m). L'embouchure de ce lac enclavé est située au fond d'une baie à l'est du lac, soit à :
- 2,2 km à l'ouest d'un sommet de montagne (altitude : 982 m) ;
- 2,3 km au sud-est de la Montagne du Lac à Ange (altitude : 1 091 m) ;
- 5,1 km au nord-est d'une courbe de la rivière Sainte-Anne ;
- 10,8 km au nord-ouest du centre du village de Saint-Cassien-des-Caps situé le long de la route 138 ;
- 16,2 km à l'ouest de la rive nord-ouest du fleuve Saint-Laurent ;
- 19,0 km au sud de l'embouchure du Bras du Nord-Ouest (confluence avec la rivière du Gouffre), soit au centre-ville de Baie-Saint-Paul[2].

À partir de cette embouchure, la rivière à Idas descend sur 8,4 km perpendiculairement à la rive du fleuve Saint-Laurent, avec une dénivellation de 482 m, selon les segments suivants :
- 1,1 km vers le nord-est en traversant jusqu'à la rive sud-ouest du Lac Gonzague (longueur : 0,5 km ; altitude :791 m) ; puis en traversant ce dernier lac sur 0,25 km vers le sud-est jusqu'à son embouchure ;
- 5,0 km vers le sud-est dans une vallée encaissée et en formant une boucle vers le sud en milieu de segment pour contourner une montagne, jusqu'à la décharge (venant du nord) d'un petit lac ;
- 2,3 km vers l'est dans une vallée de moins en moins encaissée, en formant quelques serpentins et coupant le chemin du Rang de Saint-Placide Sud, jusqu'à son embouchure[2].

La rivière à Idas se déverse sur la rive nord du Bras du Nord-Ouest, dans la ville de Baie-Saint-Paul. Cette embouchure est située à :
- 1,1 km au sud du centre du village de Saint-Placide-de-Charlevoix ;
- 4,1 km à l'ouest de la route 138 ;
- 2,2 km au nord-ouest du sommet de montagne Saint-Jean (altitude : 690 m) ;
- 11,1 km au nord-est du cours de la rivière Sainte-Anne ;
- 10,7 km au sud-ouest de l'embouchure du Bras du Nord-Ouest (confluence avec la rivière du Gouffre), soit au centre-ville de Baie-Saint-Paul ;
- 9,5 km à l'ouest de la rive nord-ouest du fleuve Saint-Laurent[2].

À partir de l'embouchure de la rivière à Idas, le courant descend sur 14,4 km en suivant le cours du Bras du Nord-Ouest ; puis sur 3,2 km avec une dénivellation de 6 m en suivant le cours de la rivière du Gouffre laquelle se déverse à Baie-Saint-Paul dans le fleuve Saint-Laurent.

## Toponymie
Cette désignation toponymique parait sur la carte « Domaine forestier du Séminaire de Québec », 1955-01. Elle figure aussi sur les cartes des clubs Ruisseau du Pied du Mont numéro 309 et Lac des Fourches numéro 308 du Séminaire de Québec. Ce toponyme évoque la mémoire d'un chasseur qui jadis fréquentait le secteur. Variantes toponymiques du nom officiel: Bras de Saint-Joseph, Bras Saint-Joseph, Bras Saint-Placide, Décharge de la Coupe à Idas.[réf. nécessaire]
Le toponyme «rivière à Idas» a été officialisé le 25 mars 1997 à la Banque des noms de lieux de la Commission de toponymie du Québec.